# Jan Spáčil-Žeranovský
Jan Spáčil, křtěný Johann Chrysostomus, pseudonym Jan Spáčil Žeranovský, také Jan (26. ledna 1857 Žešov – 9. ledna 1905 Šternberk), byl český novinář, spisovatel, humorista, básník a překladatel.

## Život
Jan Spáčil se narodil poblíž Prostějova v obci Žešov do rodiny ševcovského mistra Johana Spáčila a jeho ženy Anežky rodem Valouchové též ze Žešova. Základní vzdělávání započal ve své rodné obci a následně vystudoval Slovanské gymnázium v Olomouci.
Po vykonaných studiích se Spáčil věnoval žurnalistice, nějaký čas pobýval ve Vídni, kde působil v redakcích různých tiskovin a později po návratu do vlasti působil v celé řadě politických listů jako redaktor, např. v "Divadelních listech", "Čechovy", "Ratiboru" a "Politikovi" v Praze, v "Našinci" v Olomouci a v letech 1894–1901 v "Hlasu" v Brně. Vydával v nich svoje básně, úvahy, fejetony, črty a reportáže. Jeho příspěvky můžeme najít také ve Světozoru, Zlaté Praze, Koledě, Prostějovských novinách a Hlasech z Hané.
Za jeho života vyšla knížka črt a básní v hanáčtině "Samó tihó", kterou věnoval vlastenci a majiteli hostince Pod žudrem v Mlýnské ulici v Prostějově Štěpánu Kožušníčkovi. Jan Spáčil Žeranoský zemřel v prvních lednových dnech roku 1905 v psychiatrické léčebně ve Šternberku.
Jeho jediná básnická sbírka "Výše a propasti" vyšla až posmrtně v roce 1909.

## Bratři Johana Spáčila-Žeranovského
- Augustin Spáčil, (28. srpna 1871 Prostějov[7] - 30. prosince 1929 neznámo kde), český divadelní režisér, spisovatel, prozaik a překladatel.

- Alois Spáčil (8. července 1865 Prostějov[8] - 3. června 1912 Kroměříž[9]), byl český sochař.